# Aglauro (figlia di Cecrope)
Aglauro (in greco antico: Ἄγλαυρος?, Áglauros) o Agraulo (in greco antico: Ἄγραυλος?, Ágraulos) è un personaggio della mitologia greca, figlia di Cecrope e Aglauro (omonima, figlia di Atteo). 

Ha avuto due figli con due dei diversi, Alcippe (con Ares) e Cerice (con Ermes) e ci sono numerose versioni del suo mito.

## Il mito
Prendendo per primo il più antico, Euripide, Ione, versi 22–23 e 484–485, la menziona.
Secondo la Biblioteca, Efesto tentò di possedere Atena, ma fallì così il suo seme cadde sulla terra, fecondando Gea che, partorito il bambino Erittonio non lo volle tenere così lo diede alla dea Atena. Atena chiuse il bambino in un cesto e lo diede a tre donne (Aglauro e le sue due sorelle Erse e Pandroso) avvertendole di non aprirla mai. Aglauro ed Erse aprirono la scatola. La visione del bambino (che aveva una coda di serpente al posto della gambe) fece diventare entrambe pazze e si lanciarono giù dall'Acropoli, oppure secondo Igino, nel mare.
Un'altra versione del mito è questa, mentre Atena era andata a prendere una montagna di calcare dalla Penisola Calcidica per usarla nell'Acropoli, le sorelle, ancora senza Pandroso, aprirono la scatola. Un corvo, assistendo all'apertura, volò via per dirlo ad Atena, che si infuriò e lasciò cadere la montagna (ora Licabetto). Ancora una volta, Erse e Agraulo impazzirono e si lanciarono da una scogliera.
Un altro mito rappresenta Aglauro in una luce differente. Atene fu coinvolta in una lunga guerra, e un oracolo dichiarò che sarebbe cessata se qualcuno si fosse sacrificato per il bene della sua patria. Agraulo si fece avanti e si butto giù dall'Acropoli. Gli ateniesi, essendole grati per questo, le costruirono un tempio nell'Acropoli, nel quale è successivamente diventato usuale per i giovani ateniesi ricevere il loro primo vestito dell'armatura, per fare un giuramento: avrebbero difeso sempre la loro patria fino alla fine..
Secondo Ovidio, Ermes si innamorò di Erse ma sua sorella gelosa, che lui chiama Aglauro, si mise tra di loro, sbarrando l'entrata di Ermes alla casa e si rifiutò di muoversi. Ermes si arrabbiò per la sua presunzione e la trasformò in una pietra.

## Venerazione
Uno dei demi attici deriva dal nome di questa eroina, ad Atene venivano celebrati in suo onore sia un festival che dei misteri. 

I mitografi credono che Aglauro abbia un'origine diversa dalle sue sorelle, dovuto in parte al fatto che lei ha il suo tempio di Aglaureion nell'Acropoli e diversamente da sua sorella Pandroso, fu più affezionata ad uomini giovani od a soldati (efebi) che ai bambini e fu particolarmente associata alla festa di Atena chiamata Plinteria.
Secondo Porfirio, fu anche adorata a Cipro, dove le venivano offerti sacrifici umani fino ad un tempo abbastanza recente.

## Letteratura
Aglauro è citata da Dante Alighieri nel XIV Canto del Purgatorio tra gli invidiosi.